# Especial (Lost)
«Especial» (título original: «Special») es el capítulo n.° 14 de la Primera Temporada de Lost. Michael castiga a Walt, que ha estado practicando lanzamiento de cuchillos con Locke, y le pide ayuda para buscar entre los escombros el material necesario para construir una balsa. De repente, la vida de Walt se encuentra en peligro cuando una bestia lo persigue hasta la selva. FLASHBACK de Michael Dawson.

## Trama

### Flashbacks
Michael, que está desempleado por la falta de trabajos en construcción, y su pareja, la abogada Susan Lloyd (Tamara Taylor), tienen un hijo, Walt. Cuando Walt tenía solo unos meses, Susan aceptó un trabajo en Ámsterdam y se llevó a su hijo con ella. Meses después, Michael llama a Susan y se da cuenta de que ella revela que ha comenzado una relación con su jefe, Brian Porter (David Starzyk). Michael dice que irá a Ámsterdam, no por Susan, sino para llevarse a su hijo. Al colgar, Michael se aleja furioso pero, olvidándose de mirar, sale al medio de la carretera y es atropellado por un vehículo que se aproxima. Mientras Michael está en el hospital recuperándose, Susan aparece y dice que se casará con Brian y que él quiere adoptar a Walt como su hijo legal. Michael se niega; Susan cuestiona sus motivos, sugiriendo que Michael se aferra a sus propios principios obstinados en lugar de querer lo mejor para su hijo.
Ocho años después, Brian, Susan y Walt viven en Sídney, Australia. Se insinúa que Walt tiene algún tipo de poder sobrenatural sobre su entorno; al abrir uno de sus libros con una imagen de un pájaro nativo, y sentirse ignorado, un momento después un pájaro real choca fatalmente contra una ventana cercana (Brian nota esto). Poco después, Susan muere de una forma no especificada por un trastorno sanguíneo. Brian llega a Nueva York para contarle esto a Michael, y dice que Susan deseaba que Michael tuviera la custodia. Michael pronto ve más allá de esto y se da cuenta de que a Brian no le importa Walt, solo persiguió los derechos paternos en el pasado para complacer a Susan. Le ofrece a Michael billetes de avión desde y hacia Sídney, invitándolo a que venga y se lleve a Walt. Michael está lívido de que Brian abandone voluntariamente a Walt, pero se confunde cuando Brian dice que el niño es diferente y que "cosas pasan cuando él está cerca". Michael luego va a la casa de Brian en Sídney, donde recoge a Walt y su perro, Vincent. Michael evita herir los sentimientos de Walt diciéndole que Brian quiere quedárselo, pero que depende de Michael, que es su guardián legal y ha decidido llevárselo.

### En la isla
Michael y Locke vuelven a enfrentarse a causa de Walt cuando Michael le descubre junto a Locke, que le está enseñando a cazar. Locke insiste en que es un chico especial mientras que Michael le amenaza para que no se vuelva a acercar a él. Más tarde, Michael plantea a los otros la idea de armar una balsa, con la intención de ser rescatados y de que su hijo no crezca en la jungla.
Al día siguiente, Walt le dice a su papá que va a buscar un poco de agua y sale corriendo con su perro, Vincent. Michael inicialmente acusa a Locke de contribuir a la delincuencia de su hijo a pesar de sus repetidas advertencias, pero cuando ve que el niño no está con Locke, los dos hombres rastrean a Walt hasta la jungla. Lo encuentran en un peligro mortal, acechado por una de las bestias de la isla. Afortunadamente, Walt es rescatado y padre e hijo viven una cierta reconciliación cuando Michael le entrega una caja en la que se encuentran todas las cartas que le había escrito durante esos años separados y que Walt nunca había llegado a recibir.
Por otro lado, Charlie recupera el diario de Claire, en posesión de Sawyer, con la ayuda de Kate. Mientras lo hojea, con la esperanza de encontrar alguna mención de él en sus reflexiones, lee la descripción de un sueño sobre una "roca negra" que corresponde a una ubicación en el mapa que Sayid le robó a la francesa Danielle Rousseau. Él les muestra esto a los demás, pensando que podría ser una pista de su paradero.
Pero la mayor sorpresa les espera a Boone y Locke, que mientras buscan a Vincent, escuchan unos ruidos en la selva y ven aparecer, entre la maleza, a una conocida...